# Banda de valencia
En la teoría de sólidos, se denomina banda de valencia al más alto de los intervalos de energías electrónicas (o bandas) que se encuentra ocupado por electrones en el cero absoluto. En semiconductores y aislantes aparece una banda prohibida o gap por encima de la banda de valencia, seguida de una banda de conducción a energías aún mayores. En los metales, por el contrario, no hay ningún intervalo de energías prohibidas entre las bandas de valencia y de conducción.
La baja conductividad eléctrica de semiconductores y aislantes se debe a las propiedades de la banda de valencia. Se da la circunstancia de que el número de electrones es exactamente el mismo que el número de estados disponibles en la banda de valencia. En la banda prohibida, evidentemente, no hay estados electrónicos disponibles. Esto significa que cuando se aplica un campo eléctrico los electrones no pueden incrementar su energía (es decir, no pueden ser acelerados) al no haber estados disponibles donde puedan moverse más rápidamente de lo que ya lo hacen.
Pese a esto, los aislantes presentan cierta conductividad. Esto se debe a la excitación térmica, que provoca que algunos electrones adquieran suficiente energía como para saltar la banda prohibida y acceder a un estado de la banda de conducción. Una vez que se encuentran en la banda de conducción pueden conducir la electricidad. Además, los estados disponibles o huecos que dejan los electrones en la banda de valencia contribuyen también a la conductividad del material, al permitir cierta movilidad al resto de electrones de la banda de valencia.
Un error "frecuente" consiste en decir que los electrones de los aislantes se encuentran "ligados" a los núcleos atómicos, dando a entender que no pueden moverse. De hecho, estos electrones sí pueden moverse libremente por el aislante, alcanzando velocidades del orden de 100 km por segundo. Tanto en metales como en aislantes, los electrones se encuentran "deslocalizados", sin que sea posible asignarles una posición definida dentro del material. [cita requerida]